# Övre Fosksjön
Övre Fosksjön är en sjö i Älvdalens kommun i Dalarna och ingår i Dalälvens huvudavrinningsområde. Sjön har en area på 0,287 kvadratkilometer och ligger 896,3 meter över havet. Sjön avvattnas av vattendraget Foskan. Vid provfiske har elritsa, röding och öring fångats i sjön.

## Delavrinningsområde
Övre Fosksjön ingår i det delavrinningsområde (689573-132091) som SMHI kallar för Utloppet av Övre Fosksjön. Medelhöjden är 961 meter över havet och ytan är 13,89 kvadratkilometer. Det finns inga avrinningsområden uppströms utan avrinningsområdet är högsta punkten. Foskan som avvattnar avrinningsområdet har biflödesordning 3, vilket innebär att vattnet flödar genom totalt 3 vattendrag innan det når havet efter 512 kilometer. Avrinningsområdet består mestadels av kalfjäll (91 procent). Avrinningsområdet har 0,29 kvadratkilometer vattenytor vilket ger det en sjöprocent på 2,7 procent.